# Blagodat
De Blagodat (Russisch: Благодать; "gunst van God") is een heuvel in de Centrale Oeral in Rusland. In de berg werd ijzer gevonden in het begin van de 18e eeuw. Hierover bestaat een legende:
Bij de Mansi zou de berg zijn beschouwd als een dreigend iets. Er zouden "zwarte mensen" rondlopen en als er pijlen op af werden geschoten werden die naar de berg toegetrokken. Toen een lokale Mansi genaamd Stepan Tsjoempin er zwart materiaal vond en dit meebracht naar Jekaterinenburg, liet de toenmalige bestuurder Vasili Tatisjtsjev het opsturen naar Moskou voor onderzoek. Toen bleek dat het ijzer was en de berg zeer rijk was aan ijzer, werd (volgens documenten die aan tsarina Catharina I waren gestuurd door Tatisjtsjev) de berg door Tatisjtsjev "gunst van God" genoemd omdat het een "gunst was, door God aan mensen gegeven". De Mansi zouden daarop, als wraak voor het brengen van vreemden naar hun gebied, Tsjoempin, die overigens geld zou hebben gekregen voor zijn vondst, levend hebben verbrand op dezelfde berg.
Kort daarop werd begonnen met de exploitatie van de ertslaag in de berg en ontstond de plaats Koesjva. De ijzerertslaag werd Goroblagodatskije Zjelezoroednye Mestorozjdenija ("ijzerertslagen van de berg Blagodat") genoemd. De ijzergehaltes liepen van 22% tot 44% en bevatten gemiddeld 33,4% ijzer. Het ijzer werd gewonnen via dagbouw en na de jaren 50 van de 20e eeuw via schachtbouw.
Voor de exploitatie was de berg 364 meter hoog. Toen de ertslaag uitgeput raakte in 2003, was de steengroeve 1 kilometer breed en 315 meter diep.